# Euagathis minutoides
Euagathis minutoides är en stekelart som beskrevs av Van Achterberg 2004. Euagathis minutoides ingår i släktet Euagathis och familjen bracksteklar. Inga underarter finns listade i Catalogue of Life.